# Eupithecia muriflua
Eupithecia muriflua är en fjärilsart som beskrevs av Dyar 1923. Eupithecia muriflua ingår i släktet Eupithecia och familjen mätare. Inga underarter finns listade i Catalogue of Life.